# 陆婉珍

1955年，闵恩泽（左）、陆婉珍离美前照相留念

陆婉珍（1924年9月29日—2015年11月17日），祖籍上海，出生于天津。中国分析化学和石油化学专家，中国科学院院士，在分析化学对中国的石油开采、加工中的应用有很重要的贡献。建立了一大批石油产品的分析方法，尤其是在色谱分析、光谱分析方面有一定的突破。此外，在近红外光谱仪的研制以及应用方面也有很大的成绩。

## 生平
陆婉珍1924年出生于天津，其她的父亲当时在天津塘沽的一家纺织厂担任总工程师。后来举家迁往常州，小学就是在这里上的（常州女子师范附小）。1936年到苏州女子师范学校读初中。1937年爆发抗日战争，由于家乡被日军占领，全家来到重庆，她在重庆南开中学完成中学学业。1946年从重庆國立中央大學化学工程系毕业，之后随家人到上海，在一家印染厂工作。1947年前往美国留学，1949年获得美国伊利诺伊州立大学化学硕士学位；随后在俄亥俄州立大学主修无机化学，1951年获哲学博士学位，1952年-1953年在美国西北大学作博士后。1953年在美国一家生产玉米产品的公司从事分析工作。
1955年，她与丈夫闵恩泽院士得到了一个去香港工作的机会，由于当时美国政府还不允许中国留学生离境，因此借此离开美国，回到了中国。到中国后，她就为当时的石油工业部筹划建立石油炼制研究所（现在的石油化工科学研究院），从此一直从事分析工作。并在1991年选为中国科学院院士。
因病于2015年11月17日2时在北京逝世。
陆婉珍的丈夫闵恩泽是中国著名的石油化工催化剂化学家，被誉为“中国催化剂之父”，获2007年国家最高科学技术奖，是中国科学院院士、中国工程院院士和第三世界科学院院士。

### 引用
1. ↑  . 科学网.   [2015-11-21]. （原始内容存档于2018-11-03）.